# Lachesana
Lachesana is een geslacht van spinnen uit de familie mierenjagers (Zodariidae).

## Soorten
Het geslacht kent de volgende soorten:
- Lachesana blackwalli (O. P.-Cambridge, 1872)
- Lachesana graeca Thaler & Knoflach, 2004
- Lachesana insensibilis Jocqué, 1991
- Lachesana perversa (Audouin, 1826)
- Lachesana rufiventris (Simon, 1873)
- Lachesana tarabaevi Zonstein & Ovtchinnikov, 1999
- Lachesana vittata (Strand, 1906)